# اوشنا کروزس
اوشنا کروزس (انگلیسی: Oceania Cruises) شرکت گردشگری آمریکایی است، که در سال ۲۰۰۲ 
Allura (2025)تأسیس شد.